# Yuki Abe
Yuki Abe (jap. 阿部 勇樹) (Ichikawa, Chiba, Japan, 6. rujna 1981.) umirovljeni je japanski nogometaš i državni reprezentativac. Igra na poziciji obrambenog veznog.

## Karijera

### Klupska karijera
Abe je nogometnu karijeru započeo u juniorima JEF Uniteda da bi 1998. ušao u seniorski sastav kluba u kojem je debitirao 5. kolovoza 1998. u dobi od 16 godina i 333 dana. Time je postao najmlađi japanski nogometaš koji je debitirao u J.League. S vremenom je dobio kapetansku vrpcu a s JEF Unitedom je 2005. i 2006. osvojio japanski kup.
22. siječnja 2007. Yuki Abe potpisuje za Urawa Red Diamonds a vrijednost transfera je iznosila tri milijuna USD što je tada bio rekord za kupnju domaćeg igrača u J.League. Abe je bio ključan igrač kluba koji je iste godine osvojio azijsku Ligu prvaka. U uzvratnoj utakmici samog finala zabio je gol iranskom Sepahanu. Također, s klubom je 2007. sudjelovao na Svjetskom klupskom prvenstvu kojem je Japan bio domaćin a sam Urawa Red Diamonds je osvojio treće mjesto.
26. kolovoza 2010. japanski nogometaš prelazi u redove engleskog drugoligaša Leicester Cityja s kojim potpisuje trogodišnji ugovor. Za klub je debitirao već 14. rujna u ligaškoj pobjedi od 2:1 protiv Cardiff Cityja dok je prvi gol zabio 7. svibnja 2011. u pobjedi od 4:2 nad Ipswich Townom. Svoj drugi i posljednji prvenstveni gol zabio je u minimalnoj pobjedi od 1:0 protiv Brightona 17. rujna 2011. Zbog nostalgije, Japanac je s klubom razvrgnuo ugovor uz obostrani dogovor krajem siječnja 2012. te se vratio u domovinu gdje je ponovo postao član Urawa Red Diamondsa.

### Reprezentativna karijera
Yuki Abe je nastupao za japanske mlade izabrane sastave do 20 i do 23 godine starosti, dok je za seniorsku reprezentaciju debitirao 29. siječnja 2005. u prijateljskom susretu protiv Kazahstana. S reprezentacijom je nastupio na Azijskom kupu 2007. gdje je Japan osvojio četvrto mjesto te na Svjetskom prvenstvu 2010. Unatoč tome što je propustio pobjedu u Japanu 2011. godine, 29. ožujka 2011. godine igrao je 45 minuta protiv J-League All Stars. Dana 4. kolovoza 2011 godine. Abe je najavio u Japanu da igra Južnu Koreju.

#### Pogodci za reprezentaciju
| #  | Nadnevak           | Mjesto          | Protivnik         | Pogodak | Rezultat | Natjecanje                             |
| -- | ------------------ | --------------- | ----------------- | ------- | -------- | -------------------------------------- |
| 1. | 16. kolovoza 2006. | Niigata, Japan  | Jemen             | 2 : 0   | pobjeda  | Kvalifikacije za AFC Azijski kup 2007. |
| 2. | 25. srpnja 2007.   | Hanoi, Vijetnam | Saudijska Arabija | 2 : 3   | poraz    | AFC Azijski kup 2007.                  |
| 3. | 27. svibnja 2009.  | Osaka, Japan    | Čile              | 4 : 0   | pobjeda  | Kirin kup 2009.                        |

## Osvojeni trofeji

### Klupski trofeji
| Klub               | Trofej              | Sezona / godina |
| Italija            | Italija             | Italija         |
| ------------------ | ------------------- | --------------- |
| JEF United         | Japanski kup        | 2005.           |
| JEF United         | Japanski kup        | 2006.           |
| Urawa Red Diamonds | Azijska Liga prvaka | 2006./07.       |

### Individualni trofeji
| Turnir                       | Trofej |
| ---------------------------- | ------ |
| Najboljih 11 u J.League      | 2005.  |
| Njbolji igrač japanskog kupa | 2005.  |
| Najboljih 11 u J.League      | 2006.  |
| Najboljih 11 u J.League      | 2007.  |

## Vanjske poveznice
- Soccerbase.com
- Transfermarkt.de
- FIFA.com  Arhivirana inačica izvorne stranice od 24. ožujka 2013. (Wayback Machine)